# Francisco Lara Polop
Francisco Lara Polop (Bolbaite, Valencia, 1932 - Cunit, Tarragona, 20 de mayo de 2008) fue un productor, guionista y director de cine español.

## Biografía
Tras estudiar Marina Mercante, trabaja en la Compañía Transatlántica Española. Poco después, sin embargo, encamina sus pasos profesionales hacia el mundo del cine, en el que se inicia en 1959. En sus primeros años trabaja a las órdenes de directores como Antonio del Amo, José Luis Borau y Manuel Summers.
En 1972 al inicio del auge de las películas de terror en España, dirige su primera cinta La mansión de la niebla, protagonizada por Analía Gadé. En años sucesivos y coincidiendo con la llegada de los que dio en llamarse destape, rodará varias cintas eróticas como Obsesión, El vicio y la virtud o Clímax, a las que seguirían películas cómicas igualmente enmarcadas en el género del destape como Historia de S o Adulterio Nacional. 
En 1990 dirige su última película, El Monje, con Aitana Sánchez-Gijón. Tras trabajar como director de producción en Aquí el que no corre...vuela (1992), se retira de la industria cinematográfica.
Apartado de la profesión, en sus últimos años se dedicó entre otras actividades a ser guía turístico en el Monasterio de El Escorial.

## Filmografía

### Como director
- El fraile (1990)
- Christina y la reconversión sexual (1984)
- La mujer del juez (1984)
- J.R. contraataca (1983)
- El cabezota (1982)
- Le llamaban J.R. (1982)
- Adulterio nacional (1982)
- La masajista vocacional (1981)
- Adiós... querida mamá (1980)
- La patria del "Rata" (1980)
- Historia de 'S' (1979)
- El asalto al Castillo de la Moncloa (1978)
- Secretos de alcoba (1977)
- Virilidad a la española (1977)
- Clímax (1977)
- Las desarraigadas (1976)
- Sin aliento, sin respiro, sin vergüenza (1976)
- El vicio y la virtud (1975)
- Las protegidas (1975)
- Obsesión (1974)
- Cebo para una adolescente (1974)
- Perversión (1974)
- La mansión de la niebla (1972)

### Como guionista
- El fraile (1990)
- La mujer del juez (1984)
- El cabezota (1982)
- Adulterio nacional (1982)
- ¿Por qué no hacemos el amor? (1981)
- La patria del "Rata" (1980)
- El asalto al Castillo de la Moncloa (1978)
- Las nuevas aventuras del Zorro (1976)
- Amor casi... libre (1976)
- Las desarraigadas (1976)
- Sin aliento, sin respiro, sin vergüenza (1976)
- El vicio y la virtud (1975)
- Las protegidas (1975)
- Obsesión (1974)
- Cebo para una adolescente (1974)
- Megatón Ye-Ye (1965)

### Como director de producción
- Aquí, el que no corre... vuela (1992)
- Esos locos cuatreros (1985)
- Hold-Up, instantánea de una corrupción (1977)
- El gran amor del conde Drácula (1974)
- El jorobado de la Morgue (1973)
- Blanca por fuera y Rosa por dentro (1971)
- Black story (La historia negra de Peter P. Peter) (1971)
- Enseñar a un sinvergüenza (1970)
- Las siete vidas del gato (1970)
- Estambul 65 (1965)
- La niña de luto (1964)
- Del rosa al amarillo (1963)
- Bello recuerdo (1961)

### Como productor
- La leyenda de la doncella (1994)
- Don Quijote de Orson Welles (1992)
- Sufre mamón (1987)
- Me hace falta un bigote (1986)
- Tiempo de silencio (1986)
- El cabezota (1982)
- El arte de casarse (1966)
- El arte de no casarse (1966)
- Megatón Ye-Ye (1965)
- Crimen de doble filo (1965)
- La niña de luto (1964)